# Sean Marks
Sean Andrew Marks (Auckland, 23 agosto 1975) è un ex cestista, allenatore di pallacanestro e dirigente sportivo neozelandese naturalizzato statunitense, professionista nella NBA.

## Carriera
Dopo la high school in Nuova Zelanda, nel 1995 partì alla volta degli USA per frequentare, ma anche giocare a basket, l'Università della California. Qui oltre ad iniziare la sua carriera cestistica, prese la laurea in scienze politiche.
Dal 1998 ha iniziato, in pianta stabile, ad essere convocato nella nazionale neozelandese.
Nel 1999 (stagione iniziata successivamente a causa del lockout) inizia la sua carriera nella NBA dopo essere stato chiamato alla 44ª scelta del Draft NBA 1998 dai New York Knicks che la sera stessa lo cedettero ai Toronto Raptors; Marks diventa così il primo cestista neozelandese nella Lega Professionistica americana. Nel 2005, durante la militanza con i San Antonio Spurs, ha vinto il suo primo anello NBA, diventando il primo cestista neozelandese ad aver vinto tale premio.
Ha partecipato, con la nazionale neozelandese, a due Tornei Olimpici (2000 e 2004).
È sposato con Jennifer e ha due figli, Aidan e Lucas.

## Statistiche

### College
| Anno      | Squadra         | PG | PT | MP   | TC%  | 3P%  | TL%  | RP  | AP  | PRP | SP  | PP  |
| --------- | --------------- | -- | -- | ---- | ---- | ---- | ---- | --- | --- | --- | --- | --- |
| 1994-1995 | Calif. G. Bears | 19 | 0  | 9,3  | 51,2 | -    | 54,2 | 0,7 | 0,3 | 0,3 | 0,6 | 3,0 |
| 1995-1996 | Calif. G. Bears | 12 | 0  | 7,7  | 27,3 | -    | 100  | 2,0 | 0,3 | 0,1 | 0,4 | 1,1 |
| 1996-1997 | Calif. G. Bears | 29 | 15 | 17,7 | 52,0 | 57,1 | 68,3 | 4,9 | 0,7 | 0,5 | 1,0 | 8,0 |
| 1997-1998 | Calif. G. Bears | 26 | 18 | 26,1 | 47,8 | 18,2 | 68,9 | 7,6 | 0,7 | 1,0 | 0,9 | 9,8 |
| Carriera  | Carriera        | 86 | 33 | 17,0 | 48,7 | 40,0 | 66,9 | 4,4 | 0,5 | 0,6 | 0,8 | 6,5 |

### NBA

#### Regular Season
| Anno       | Squadra             | PG  | PT | MP   | TC%  | 3P%  | TL%  | RP  | AP  | PRP | SP  | PP  |
| ---------- | ------------------- | --- | -- | ---- | ---- | ---- | ---- | --- | --- | --- | --- | --- |
| 1998-1999  | Toronto Raptors     | 8   | 0  | 3,5  | 62,5 | -    | 50,0 | 0,1 | 0,0 | 0,1 | 0,0 | 1,4 |
| 1999-2000  | Toronto Raptors     | 5   | 0  | 2,4  | 33,3 | 0,0  | 100  | 0,4 | 0,0 | 0,2 | 0,2 | 1,6 |
| 2001-2002  | Miami Heat          | 21  | 6  | 15,2 | 43,2 | -    | 58,8 | 3,6 | 0,4 | 0,2 | 0,5 | 4,6 |
| 2002-2003  | Miami Heat          | 23  | 0  | 9,7  | 37,3 | 0,0  | 66,7 | 1,5 | 0,1 | 0,2 | 0,3 | 2,3 |
| 2004-2005† | San Antonio Spurs   | 23  | 0  | 10,6 | 33,8 | 0,0  | 78,6 | 2,4 | 0,3 | 0,1 | 0,5 | 3,3 |
| 2005-2006  | San Antonio Spurs   | 25  | 0  | 7,2  | 52,1 | 0,0  | 58,3 | 1,7 | 0,3 | 0,2 | 0,3 | 3,2 |
| 2006-2007  | Phoenix Suns        | 3   | 0  | 5,7  | 33,3 | 0,0  | 100  | 1,0 | 0,0 | 0,0 | 0,3 | 2,0 |
| 2007-2008  | Phoenix Suns        | 19  | 0  | 6,8  | 53,5 | 25,0 | 63,2 | 1,9 | 0,2 | 0,2 | 0,5 | 3,1 |
| 2008-2009  | N.O. Hornets        | 60  | 5  | 14,0 | 48,5 | 20,0 | 68,2 | 3,1 | 0,2 | 0,1 | 0,6 | 3,2 |
| 2009-2010  | N.O. Hornets        | 14  | 0  | 5,4  | 50,0 | -    | 40,0 | 1,6 | 0,1 | 0,0 | 0,2 | 0,7 |
| 2010-2011  | Portland T. Blazers | 29  | 0  | 7,2  | 43,2 | 100  | 62,5 | 1,4 | 0,1 | 0,1 | 0,2 | 1,6 |
| Carriera   | Carriera            | 230 | 11 | 9,9  | 44,8 | 20,0 | 66,5 | 2,2 | 0,2 | 0,1 | 0,4 | 2,8 |

#### Playoffs
| Anno     | Squadra      | PG | PT | MP   | TC%  | 3P% | TL%  | RP  | AP  | PRP | SP  | PP  |
| -------- | ------------ | -- | -- | ---- | ---- | --- | ---- | --- | --- | --- | --- | --- |
| 2008     | Phoenix Suns | 1  | 0  | 3,0  | -    | -   | -    | 0,0 | 0,0 | 0,0 | 0,0 | 0,0 |
| 2009     | N.O. Hornets | 5  | 0  | 16,0 | 46,2 | 0,0 | 80,0 | 4,0 | 0,0 | 0,6 | 0,4 | 3,2 |
| Carriera | Carriera     | 6  | 0  | 13,8 | 46,2 | 0,0 | 80,0 | 3,3 | 0,0 | 0,5 | 0,3 | 2,7 |

## Palmarès
- Campionato NBA: 1

San Antonio Spurs: 2005